# Buckden (Cambridgeshire)
Pour les articles homonymes, voir Buckden.
Buckden est une paroisse civile et un village du Cambridgeshire, en Angleterre.